# هيرودس أرخيلاوس
هيرودس أرخيلاوس أحد الملوك المحليين تحت سلطة الإمبراطورية الرومانية في القرن الأول، وهو ابن هيرودس الأول، قبيل وفاة هيرودس الأول قسّم مملكته بين أولاده الثلاثة فكانت حصة أرخيلاوس مقاطعتي اليهودية والسامرة، وقد بدأ حكمه بشكل وحشي إذ قتل ثلاثة آلاف رجل من ذوي النفوذ؛ كانت علاقاته مضطربة للغاية مع أركان الجماعة اليهودي من ناحية ومع الإمبراطورية الرومانية من ناحية ثانية، فقامت بخلعه سنة 6 ونفته إلى بلاد الغال، وحولت اليهودية إلى ولاية رومانية مباشرة.
يرد ذكر أرخيلاوس بشكل عرضي في ختام الإصحاح الثاني، لإنجيل متى.